# Flushing – Main Street
Flushing – Main Street – stacja początkowa metra nowojorskiego, na linii 7. Znajduje się w dzielnicy Queens, w Nowym Jorku i zlokalizowana jest przed stacją Mets – Willets Point. Została otwarta 2 stycznia 1928.